# The Classical Conspiracy
The Classical Conspiracy (La clásica conspiración) fue un concierto realizado por el grupo de metal sinfónico, Epica. Se llevó a cabo el 14 de junio del 2008, como parte del Festival Internacional de Ópera en Miskolc, Hungría. La banda fue acompañada por más de 40 músicos y 30 coristas de la Orquesta de Cámara Extendida Ede Reményi y el Coro del Teatro Nacional de Miskolc, durante el Festival Internacional de Ópera de Miskolc, un evento que el año anterior había realizado la banda sueca, Therion.
La edición digital del concierto consiste en dos CD. El disco fue publicado el 9 de mayo de 2009 a través de Nuclear Blast.
En el primer disco, se encuentran versiones de compositores como Carl Orff, Georg Friedrich Händel, Giuseppe Verdi, Antonio Vivaldi, entre otros. Entre las versiones incluyen su tema “Unholy Trinity”, perteneciente a su disco instrumental "The Score - An Epic Journey". También son incluidos algunos temas de bandas sonoras cinematográficas tales como Spider-Man, Star Wars y Piratas del Caribe.
El segundo disco está compuesto por temas de la carrera musical de Epica, donde predominan canciones de su último disco, The Divine Conspiracy, además de incluir varios temas de sus trabajos anteriores.

## Lista de canciones
| CD 1 |                                                                |                             |          |  |
| N.º  | Título                                                         | Música                      | Duración |  |
| 1.   | «Palladium»                                                    | Yves Huts                   | 3:46     |  |
| 2.   | «Dies Irae» (de "Requiem")                                     | Giuseppe Verdi              | 2:15     |  |
| 3.   | «Ombra Mai Fu» (de "Xerxes")                                   | Georg Friedrich Händel      | 3:06     |  |
| 4.   | «Adagio» (de "New World Symphony")                             | Antonín Dvořák              | 9:02     |  |
| 5.   | «Spider-Man Medley»                                            | Danny Elfman                | 4:16     |  |
| 6.   | «Presto» (de "Las cuatro estaciones")                          | Antonio Vivaldi             | 3:06     |  |
| 7.   | «Montagues and Capulets» (de "Romeo y Julieta")                | Serguéi Prokófiev           | 2:11     |  |
| 8.   | «The Imperial March» (de "Star Wars: Episodio V")              | John Williams               | 3:25     |  |
| 9.   | «Stabat Mater Dolorosa»                                        | Giovanni Battista Pergolesi | 4:31     |  |
| 10.  | «Unholy Trinity»                                               | Yves Huts                   | 3:11     |  |
| 11.  | «In the Hall of the Mountain King» (de "Peer Gynt")            | Edvard Grieg                | 3:11     |  |
| 12.  | «Pirates of the Caribbean Medley» (sólo en la edición europea) | Hans Zimmer/Klaus Badelt    | 6:44     |  |
| 13.  | «Indigo»                                                       | Mark Jansen                 | 2:04     |  |
| 14.  | «The Last Crusade»                                             | Mark Jansen                 | 4:18     |  |
| 15.  | «Sensorium»                                                    | Mark Jansen                 | 5:06     |  |
| 16.  | «Quietus (Silent Reverie)»                                     | Mark Jansen                 | 4:22     |  |
| 17.  | «Chasing the Dragon»                                           | Mark Jansen                 | 8:03     |  |
| 18.  | «Feint»                                                        | Mark Jansen                 | 4:34     |  |

| CD 2 |                         |             |          |  |
| N.º  | Título                  | Música      | Duración |  |
| 1.   | «Never Enough»          | Mark Jansen | 5:37     |  |
| 2.   | «Beyond Belief»         | Mark Jansen | 5:28     |  |
| 3.   | «Cry For The Moon»      | Mark Jansen | 7:44     |  |
| 4.   | «Safeguard to Paradise» | Mark Jansen | 3:59     |  |
| 5.   | «Blank Infinity»        | Mark Jansen | 4:45     |  |
| 6.   | «Living a Lie»          | Mark Jansen | 5:24     |  |
| 7.   | «The Phantom Agony»     | Mark Jansen | 10:30    |  |
| 8.   | «Sancta Terra»          | Mark Jansen | 5:11     |  |
| 9.   | «Illusive Consensus»    | Mark Jansen | 5:45     |  |
| 10.  | «Consign to Oblivion»   | Mark Jansen | 12:06    |  |

## Miembros
- Simone Simons - Voz
- Mark Jansen - Guitarra, voces guturales
- Ad Sluijter - Guitarra
- Yves Huts - Bajo
- Coen Janssen - Piano y sintetizadores
- Ariën van Weesenbeek - Batería